# يويداي نيشيكاوا
يويداي نيشيكاوا (باليابانية: 西川 優大) (19 أبريل 1986 في طوكيو في اليابان – )؛ هو لاعب كرة قدم ياباني سابق كان يلعب كمهاجم.

## وصلات خارجية
- يويداي نيشيكاوا على موقع رابطة كرة القدم اليابانية للمحترفين (اليابانية)
- يويداي نيشيكاوا على موقع قاعدة بيانات كرة القدم.إي يو (الإنجليزية)
- يويداي نيشيكاوا على موقع Soccerway.com (الإنجليزية)
- يويداي نيشيكاوا على موقع عالم كرة القدم.نت (الإنجليزية)